# Per-Olof Arvidsson
Per-Olof Arvidsson (* 18. Dezember 1864 in Karlskrona; † 30. August 1947 in Stockholm) war ein schwedischer Sportschütze.

## Erfolge
Per-Olof Arvidsson nahm an den Olympischen Spielen 1908 in London und 1912 in Stockholm teil. Mit dem Freien Gewehr gewann er 1908 mit der Mannschaft im Dreistellungskampf die Silbermedaille hinter Norwegen und vor Frankreich. Mit 812 Punkten war er der zweitbeste Schütze der Mannschaft, zu der neben Arvidsson noch Claës Rundberg, Janne Gustafsson, Gustaf Adolf Jonsson, Axel Jansson und Gustav-Adolf Sjöberg gehörten. Das Einzel beendete er auf Rang zwölf. Im Mannschaftswettbewerb mit dem Armeegewehr über sechs Distanzen erreichte er den fünften Rang. Vier Jahre darauf kam er in den Gewehr-Disziplinen im Dreistellungskampf nicht über den 48. Rang mit dem Freien Gewehr und den 18. Rang mit dem Armeegewehr hinaus. Auch in der Einzelkonkurrenz auf den Laufenden Hirsch im Einzelschuss reichte es lediglich für den 26. Platz. Der Doppelschuss verlief mit Rang fünf weit erfolgreicher, seinen größten Olympiaerfolg erreichte er jedoch in der Mannschaftswertung des Einzelschusses. Mit Alfred Swahn, Oscar Swahn und Åke Lundeberg wurde er vor der US-amerikanischen und der finnischen Mannschaft Olympiasieger. Arvidsson war mit 32 Punkten dabei der schwächste Schütze der Mannschaft.